# Loubajac
Loubajac – miejscowość i gmina we Francji, w regionie Oksytania, w departamencie Pireneje Wysokie.
Według danych na rok 1990 gminę zamieszkiwało 370 osób, a gęstość zaludnienia wynosiła 56 osób/km² (wśród 3020 gmin regionu Midi-Pyrénées Loubajac plasuje się na 702. miejscu pod względem liczby ludności, natomiast pod względem powierzchni na miejscu 1357.).